# Brühl (Lipsia)
Brühl è una strada a Lipsia, in Germania, vicina alle antiche mura della città. Fino agli anni '30 era il centro internazionale del commercio delle pellicce.

## Storia
Il termine Brühl compare per la prima volta nelle fonti di Lipsia nel 1420 e inizialmente si riferiva a terreni paludosi (Bruel = palude). A causa delle inondazioni del Parthe, l'area a nord dell'odierna Brühl fu spesso allagata. L'area venne bonificata soltanto nei XIII secolo e XIV secolo. Sin dal Medioevo il Brühl faceva parte della Via Regia che da Merseburg portava fino a Meißen.
Agli inizi del XVIII secolo dal Brühl si diramava la Catharinenstrasse che portava alla piazza del mercato. Al numero 14 si trovava il Caffè Zimmermann che vide le prime esecuzioni di molte composizioni di Johann Sebastian Bach, fra cui i concerti per clavicembalo e le cantate profane.

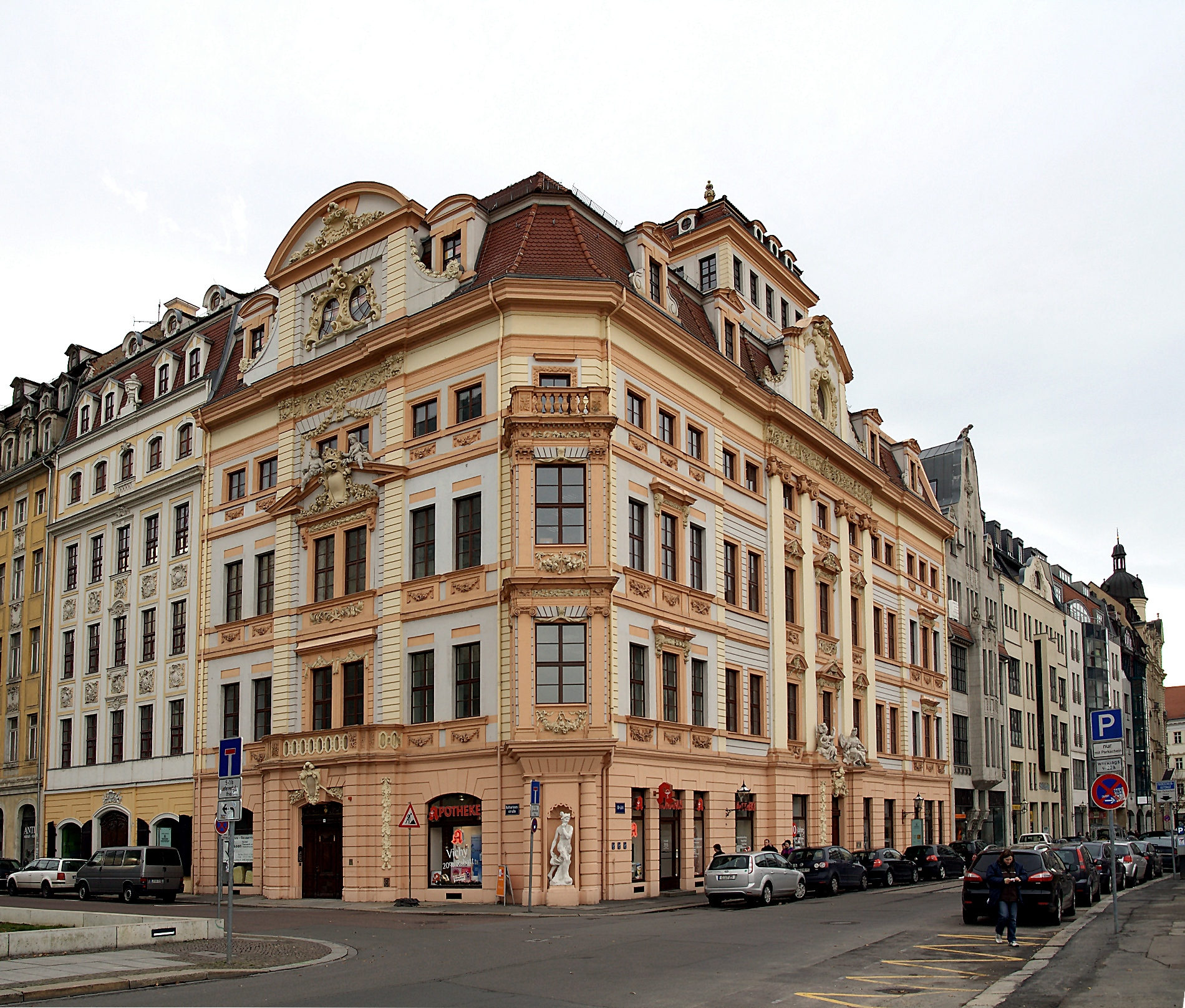
Palazzo Romanus

All'angolo fra Brühl e Catharinenstrasse si trova il palazzo Romanus, costruito per il sindaco di Lipsia fra il 1701 e il 1704 e considerato uno dei più belli edifici barocchi della città ancora esistenti.
Fra la fine del XVIII secolo e l'inizio del XIX il Brühl era parte del quartiere ebraico della città. Il Brühl ha mantenuto legami con la comunità ebraica ancora agli inizi del XX secolo, quando la strada era il centro del commercio mondiale delle pellicce. Chaim Eitingon, il russo-ebreico re del commercio delle pellicce, vi aprì una sede nel 1893, e, negli anni venti, vi si svolgeva un terzo del commercio mondiale delle pellicce.
Nel 1938, sotto il regime nazista, l'intero distretto di Brühl passò di mano, in quanto le imprese dei pellicciai vennero confiscate ai loro proprietari.
Oggi nella strada sono presenti soltanto pochi edifici antichi mentre tutti gli altri sono costruzioni del XX secolo. Uno degli edifici moderni ospita il Museo delle Belle Arti di Lipsia.

## Luogo di nascita di Wagner

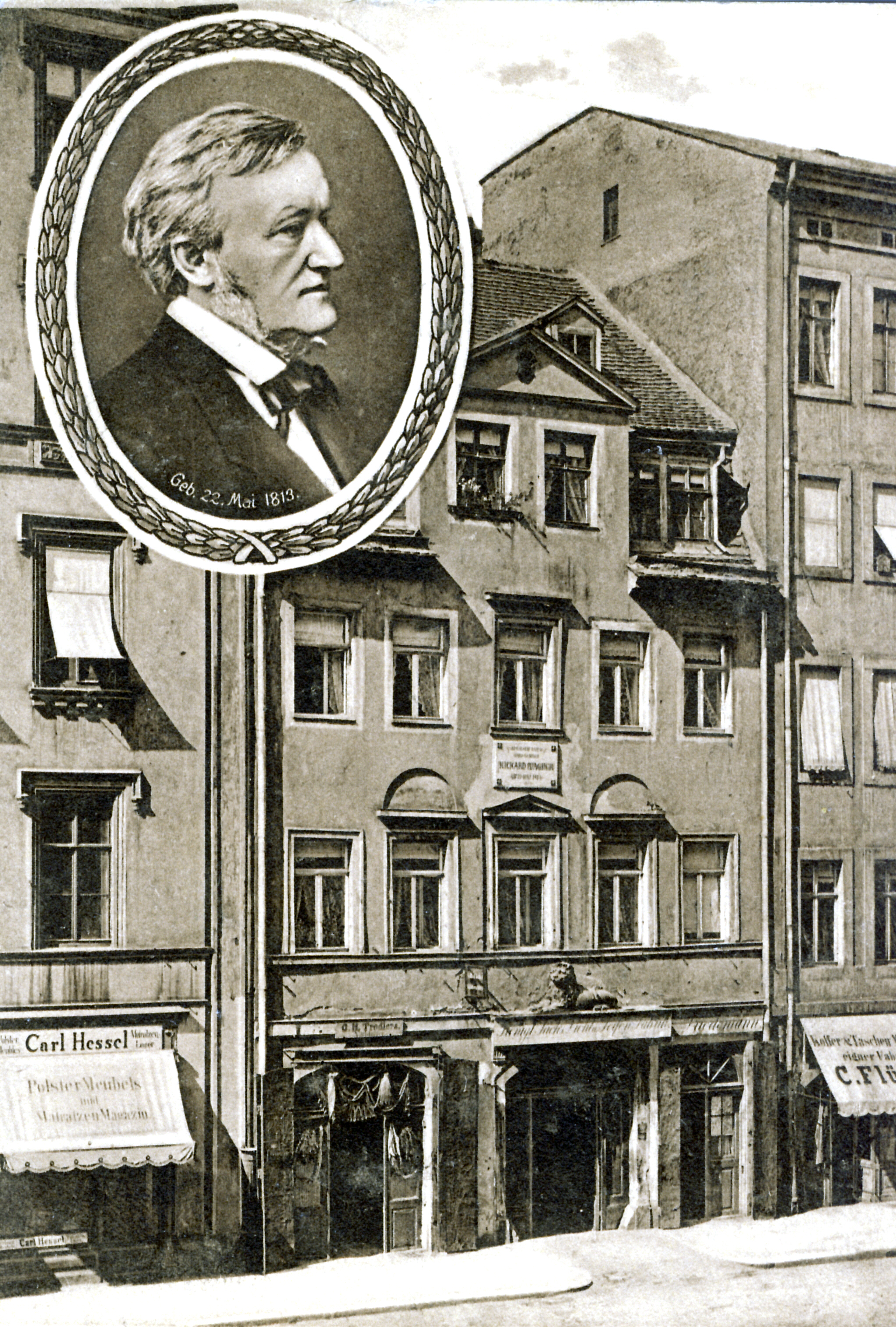
Luogo di nascita di Richard Wagner a Brühl nel 1885.

Nel 1813 vi nacque il compositore Richard Wagner. Ironicamente, il discepolo di Wagner, Theodor Uhlig, in un saggio del 1850 da cui Wagner avrebbe poi tratto il suo saggio «Das Judenthum in der Musik», condanna la musica di Meyerbeer collegandola ai quartieri ebraici di Lipsia e Dresda : “Se il canto è drammatico, poi Gluck, Mozart, Cherubini e Spontini studiarono al Neumarkt di Dresda o al Brühl di Lipsia".
La casa natale di Wagner fu demolita nel 1886, tre anni dopo la sua morte, e il sito fu successivamente occupato da un grande magazzino di sette piani, costruito nel 1908. L'aspetto del grande magazzino cambiò radicalmente nel 1968 quando fu coperto con un disegno a paraboloide facciata in alluminio, progettata da Harry Müller. La sorprendente superficie metallica ha valso a questo edificio il soprannome di Blechbüchse (“barattolo di latta”).
Questo edificio, in disuso nel XXI secolo, così come una serie di Plattenbauten residenziali adiacenti, sono stati sostituiti da un centro commerciale chiamato "Höfe am Brühl", inaugurato nel 2015. Parte della facciata del grande magazzino del 1968 è stata conservato e la nuova costruzione contiene un memoriale al compositore sul sito della sua casa natale.
Una strada parallela al Brühl è intitolata Richard-Wagner-Straße e la piazza all'estremità occidentale del Brühl si chiama Richard-Wagner-Platz.

## Accessibilità

### Trasporto pubblico
Il Brühl è raggiungibile con i mezzi pubblici tramite le fermate del tram Tröndlinring a nord-ovest (fermata “Goerdelerring”) e Willy-Brandt-Platz a nord-est (fermata “Hauptbahnhof”); dietro c'è la stazione centrale di Lipsia, che serve destinazioni in tutta la Germania.

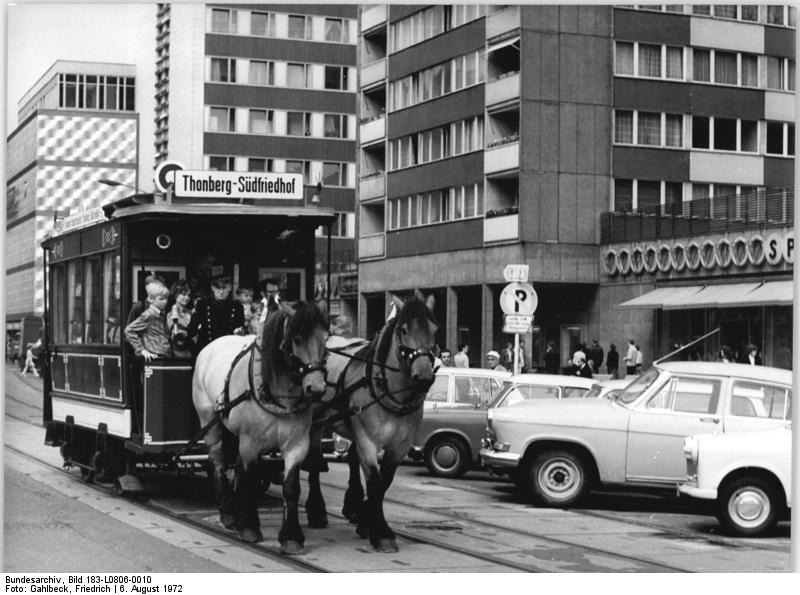
Tram hippomobile nostalgico a Brühl (1972)

Nel 1882 il tram a cavalli di Lipsia creò la “ linea tramviaria Lindenau  ” che attraversa tutta Brühl. Dal 1897 la linea venne elettrificata dalla società successiva, la “Grand Tramway di Lipsia”. Il percorso esisteva fino al 1964. 

### Trasporti
Il Brühl è raggiungibile in auto tramite Goethestrasse, la velocità massima è di 20 km/h. Nella zona a parcheggio limitato e nei parcheggi multipiano è disponibile un numero limitato di posti auto a pagamento per sosta breve. Nella parte occidentale della strada, il Brühl è una isola pedonale.